# Herbie Lewis
Herbie Lewis (17 febbraio 1941 – 18 maggio 2007) è stato un contrabbassista hard bop statunitense.

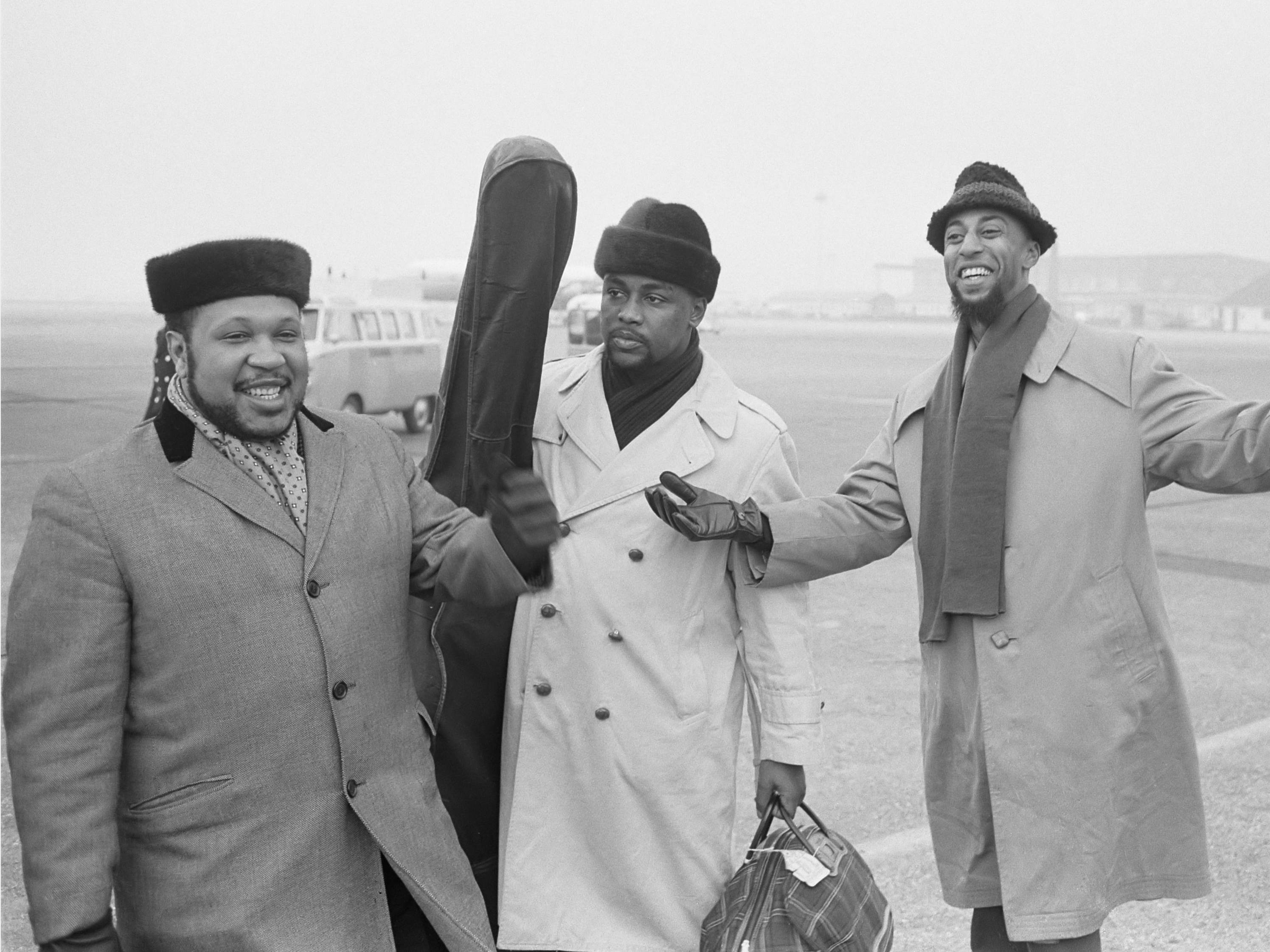
Les McCann, Herbie Lewis & Ron Jefferson (1962)

Ha suonato o registrato con molti fra i migliori jazzisti, inclusi Cannonball Adderley, Stanley Turrentine, Bobby Hutcherson, Freddie Hubbard, Harold Land, Jackie McLean, Archie Shepp, e McCoy Tyner.
Herbie registrò il suono ultimo CD Just a Lucky So and So con l'Eminence Portable Upright Bass.
Lewis morì di cancro il 18 maggio 2007.

## Discografia

### Come sideman
con Cannonball Adderley
- Great Love Themes (1966, Capitol)
- Money in the Pocket (1966 - released 2005, Capitol)

con Art Farmer and Benny Golson
- Here and Now (Mercury, 1962)
- Another Git Together (Mercury, 1962)

con Freddie Hubbard
- High Blues Pressure (1967, Atlantic)
- Above & Beyond (1982 - released 1999, Metropolitan)

con Bobby Hutcherson
- Stick-Up! (1966, Blue Note)
- Now! (1969, Blue Note)
- Solo / Quartet (Contemporary, 1982)

con Jackie McLean
- Let Freedom Ring (1962, Blue Note)
- Consequence (1965 - released 1979, Blue Note)

con Sonny Red
- Sonny Red (Mainstream, 1971)

con Sam Rivers
- A New Conception (1966, Blue Note)

con Archie Shepp
- California Meeting: Live on Broadway (Soul Note, 1985)

con Stanley Turrentine
- That's Where It's At (1962, Blue Note)

con McCoy Tyner
- Tender Moments (1967, Blue Note)
- Time for Tyner (1968, Blue Note)
- Expansions (1968, Blue Note)
- Asante (1970, Blue Note)

Con Mal Waldron & Jackie McLean
- Left Alone '86 (1986, Paddle Wheel)